# Eusebio (Name)
Eusebio oder Eusébio  ist die italienische oder spanische Form des männlichen Vornamens Eusebius.

## Verbreitung
Im deutschsprachigen Raum kommt der Name selten vor. In der Schweiz tragen ihn 90 Personen (Stand 2023). Der Name wurde in Frankreich in den 1960er und 1970er Jahren fast jährlich vergeben, er ist aber nicht verbreitet. In Spanien befand sich der Name in den 1920er und 1930er Jahren in den Top-100. Danach ging seine Beliebtheit stetig zurück. Seit Mitte der 1980er Jahre ist er nicht mehr in den Top-500 anzutreffen. In Brasilien lag der Name in den 1930er Jahren in den Top-1000.
In den USA wird Eusebio seit 1930 jedes Jahr bei der Namenswahl berücksichtigt. Der Name lag aber nur im Jahr 1945 in den Top-1000. Von 1930 bis 2023 wurde er etwa 2.600 Mal vergeben. Seine Vergabe ist auch in Kanada nachgewiesen.

## Namensträger
- Eusebio Ayala (1875–1942), Präsident von Paraguay
- Eusebio Bardají Azara (1776–1842), spanischer Rechtswissenschaftler, Diplomat, Politiker und Ministerpräsident Spaniens
- Eusebio Bava (1790–1854), italienischer General im Ersten Italienischen Unabhängigkeitskrieg und Politiker
- Eusebio Cáceres (* 1991), spanischer Leichtathlet
- Eusebio Castigliano (1921–1949), italienischer Fußballspieler
- Eusebio Rodolfo Cordón Cea (1899–1966), Präsident von El Salvador
- Eusebio Di Francesco (* 1969), italienischer Fußballspieler und -trainer
- Eusebio Díaz (1901–1959), paraguayischer Fußballspieler
- Eusebio L. Elizondo Almaguer MSpS (* 1954), mexikanischer Ordensgeistlicher und römisch-katholischer Weihbischof in Seattle
- Eusebio Giambone (1903–1944), italienischer Widerstandskämpfer gegen den Nationalsozialismus
- Eusebio Guiñez (1906–1987), argentinischer Langstreckenläufer
- Eusebio Ignacio Hernández Sola OAR (* 1944), Bischof von Tarazona
- Eusebio Antonio de Icaza González (* 1948), mexikanischer Botschafter
- Eusebio Francisco Kino (1645–1711), Südtiroler Jesuit, Missionar, Astronom und Kartograph
- Eusebio Leal (1942–2020), Stadthistoriker der kubanischen Hauptstadt Havanna
- Eusebio Oehl (1827–1903), italienischer Physiologe und Histologe
- Eusebio Pedroza (1956–2019), panamaischer Boxer
- Eusebio Ramos Morales (* 1952), puerto-ricanischer Geistlicher und römisch-katholischer Bischof von Caguas
- Eusebio Sacristán Mena (* 1964), spanischer Fußballspieler
- Eusébio Salsinha (* 1962), osttimoresischer Unabhängigkeitsaktivist und späterer Beamter im Innenministerium
- Eusebio Sánchez Pareja (1716–1787), spanischer Kolonialverwalter
- Eusébio Scheid (1932–2021), römisch-katholischer Erzbischof und Kardinal
- Eusebio Sempere (1923–1985), spanischer Lichtobjektkünstler und Maler
- Eusébio da Silva Ferreira (1942–2014), portugiesischer Fußballspieler
- Eusebio Tejera (1922–2002), uruguayischer Fußballspieler
- Eusebio Guilarte Vera (1805–1849), bolivianischer Politiker